# Kruse (Adelsgeschlecht)

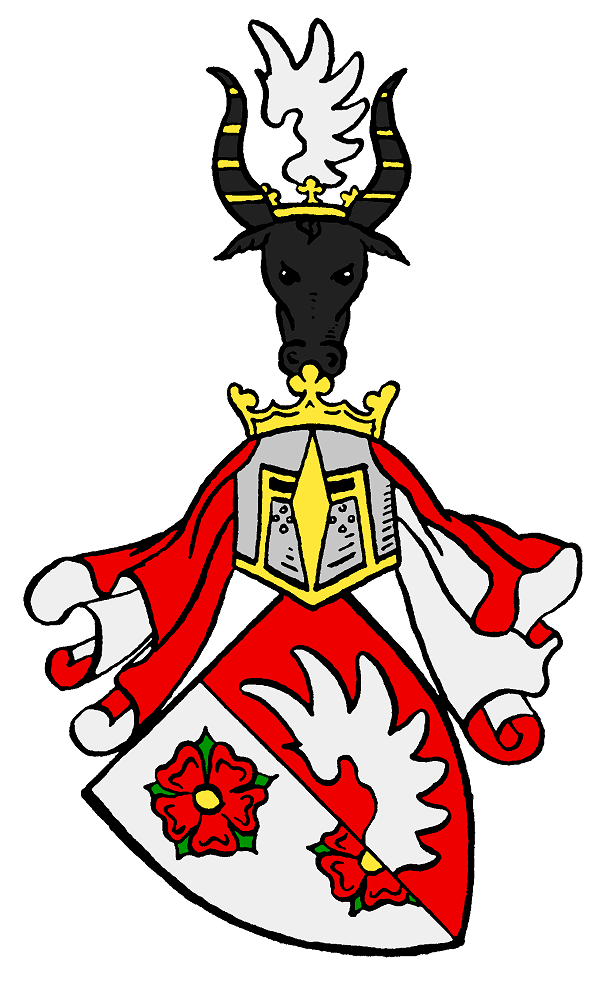
Wappen derer von Kruse

Kruse, in Schweden: Kruuse af Verchou, ist der Name eines uradeligen mecklenburgischen Adelsgeschlechts, das sich auch nach Schweden und Nassau ausbreitete und zu einigem Ansehen gelangte. In Deutschland ist die Familie im Jahr 1848 erloschen, während sie in Schweden fortbesteht.
Die Familie ist nicht stammverwandt und damit auch nicht zu verwechseln mit den vorpommerschen von Kruse, den livländischen von Kruse und ebenfalls nicht mit den lüneburgischen und den russischen von Kruse, noch weiterhin nicht mit den dänischen Kruse und insbesondere nicht mit den schwedischen Kruse af Elghammar und deren freiherrlichen Line Kruse af Kajbala.

## Geschichte

### Mecklenburg
Die Kruse sind eines Stammes und Wappens mit den von Holstein. Sie erscheinen urkundlich erstmals am 1. Mai 1266 mit Ritter Eghardus Crispus, alias Eckehard Kruse zu Ankershagen. Seine Söhne Reinhard und Eckard Kruse wurden werlische Vasallen. Des ersteren Söhne waren der Knappe Reinhard Kruse und Dietrich Kruse zu Varchow. In den Jahren 1336 und 1342 wurden dann die Knappen Henning und Eckard Kruse urkundlich genannt. Chemnitz war im Jahre 1394 im Besitz des Heinrich Kruse und 1414 besaßen seine Söhne und Achim Kruse das Gut Krazen bei Waren. 1425 waren Joachim, Eckard und Reiner Kruse in der Vogtei Waren grundgesessen. Henning Kruses Sohn, Achim wurde 1478 auf Varchentin genannt.
Die gesicherte Stammreihe des Geschlechts beginnt nun mit Henning Kruse († nach 1489), Lehnsherr auf Varchow und Varchentin.
Im Jahr 1506 war Krazen in Lehnsbesitz von Klaus und Hermann Kruse, Varchentin aber bei Joachim und Klaus Kruse.
Achim Cruse hat 1523 für die Familie die Union der Landstände der mecklenburgischen Ritterschaft mit gesiegelt.
Ab 1593 und den Folgejahren konnte die Familie mit Henning Kruse die einflussreiche Stelle des fürstlich mecklenburgischen Hofmeisters besetzen. Von den Stammgütern der Kruse was Varchow 1621 im Besitz des Abraham Kruse, Varchentin gehörte der Witwe des Jakob Kruse und zu Bredenfelde schließlich war Klaus Kruse begütert.
Im Einschreibebuch des Klosters Dobbertin befinden sich vier Eintragungen von Töchtern der Familie von Schack von 1701 bis 1781 aus Bredenfelde zur Aufnahme als Konventualinnen in das adelige Damenstift im Kloster Dobbertin. Oelgard Anna Ilsabe von Kruse(n) auf Bredenfelde (* 1701; † 1792) kam 1733 nach Dobbertin und war 1757–1792 als Domina 35 Jahre Vorsteherin des Konvents im Damenstift. Ihr Wappenschild hängt auf der Nonnenempore in der Klosterkirche und ihre Grabplatte steht im nördlichen Kreuzgang des Klosters Dobbertin.
Anna Margaretha Elisabeth von Kruse auf Varchentin († 1817) kam 1777 ins Kloster und war 40 Jahre lang im Konvent.

### Schweden

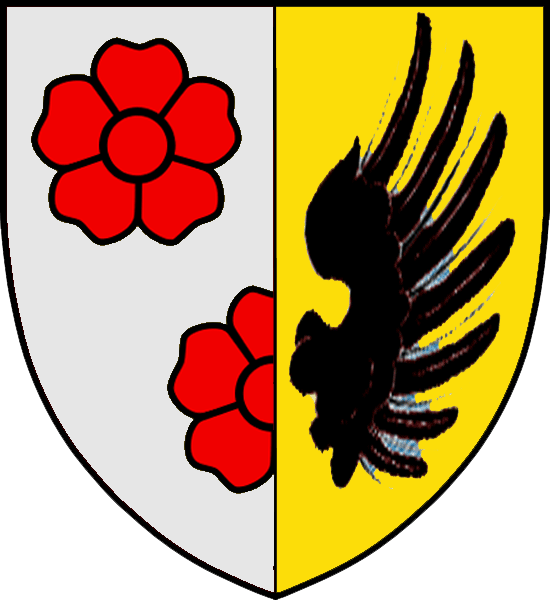
Stammwappen derer von Kruuse af Verchou

Der königlich schwedische Generalmajor Hans Abraham Kruse (* 1626; † 1688), aus der Linie Varchow wurde Stifter der schwedischen Linie, die unter dem Namen Kruuse af Verchou am 14. November 1679 in den schwedischen Freiherrenstand gehoben und 1680 bei der Freiherrenklasse der schwedischen Ritterschaft (Nr. 76) introduziert wurde.
Sein Enkel, Freiherr Carl Kruuse af Verchou (* 1698; † 1757) begab sich zurück nach Mecklenburg und vermählte sich mit Maria Eleonore von Winterfeld. Beider Sohn, Freiherr Hans Didrik Kruuse af Verchow (* 1732; † nach 1780) wurde in Varchow getauft, avancierte zum königlich schwedischen Leutnant und nahm 1757/1558 an den Ereignissen von Demmin teil, in dessen Folge er in preußische Kriegsgefangenschaft geriet. Da er lediglich von zwei Töchtern beerbt wurde, war die Wiederbelebung der mecklenburgischen Linie nicht von Dauer.
In Schweden selbst konnte das Geschlecht mit Freiherr Carl Magnus Kruuse af Verchow (* 1739; † 1804) einen weiteren königlich schwedischen Generalmajor hervorbringen.
Das Geschlecht besteht in Schweden gegenwärtig fort.

### Nassau
Vermutlich bereits im 17. Jahrhundert hat sich das Geschlecht auch nach Nassau verpflanzt, wo die Familie späterhin zur Herrenbank, der der ersten Kammer der Landstände des Herzogtums Nassau, wählbar war. Karl Friedrich von Kruse (* 1738; † 1806) war dort nassauischer Regierungspräsident. Er war vermählt mit Philippa Katharina von Biburg (* 1744; † 1798), einer Tochter des Fürsten Karl von Nassau-Usingen aus morganatischer Ehe. 1812 erfolgte die Anerkennung des Freiherrenstandes für beider einzigen Sohn August von Kruse (* 1779; † 1848). Für seine Verdienste als Offizier erhielt selbiger von Herzog Wilhelm von Nassau im Jahre 1822 den 58 Hektar großen Hof zu Hausen bei Eisenbach im Taunus zu freiem Eigentum. Mit ihm ist in Nassau und den deutschen Ländern das Geschlecht im Mannesstamm erloschen.

## Besitz
Zum historischen Güterbesitz des Geschlechts gibt Ledebur einen groben Überblick:
- in Mecklenburg: Bredenfelde, Chemnitz, Krazen, Lübbersdorf, Varchentin, Varchow und Zierow
- in Nassau: Hausen
- in Schweden: Lagnö in Uppland, Lundby, Mushult und Snäckstavik in Södermanland

## Wappen

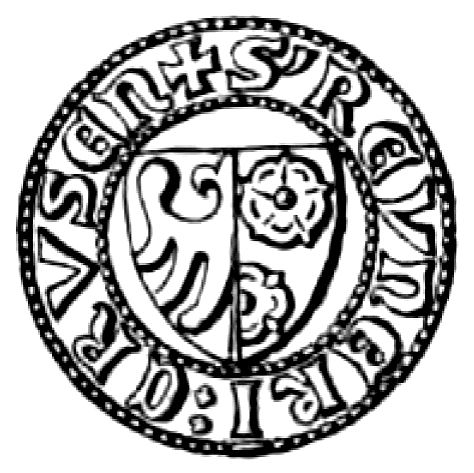
Siegel des Reineke Kruse, 1337

Die von Kruse waren wappenverwandt mit ihren Agnaten, den von Holstein und den von Woteneck, mit denen sie ebenfalls den gleichen Schild führten.
Das Stammwappen ist gespalten rechts in Silber oben eine rote Rose, unten eine halbe rote Rose am Spalt, links in Rot ein silberner Adlerflügel. Auf dem Helm mit rot-silbernen Decken ein gekrönter schwarzer Stierkopf, die Hörner von Schwarz und Gold mehrmals quer gestreift, dazwischen der Adlerflügel.
Die Helmzier hat sich, wie Crull nachvollziehbar herleitet, erst weit nach dem 14. Jahrhundert zur ausgereiften Form entfaltet, die abweichende Tingierung des Flügels von den Holstein, sogar erst in der späten Neuzeit, da dieser noch um 1800 einheitlich schwarz beschrieben wurde.
Das Freiherrliche Wappen (1679) ist geviert und belegt mit einem gekrönten Herzschild, darin das Stammwappen, jedoch links in Gold ein schwarzer Adlerflügel. 1 und 4 in Rot ein Geharnischter, in der Rechten eine goldene Partisane haltend, 2 und 3 in Schwarz durch einen grünen Lorbeerkranz gesteckt vier goldene Lanzen mit blauen Fahnen. Zwei Helme, auf dem rechten mit schwarz-goldenen Decken der schwarze Adlerflügel zwischen zwei von Gold und Schwarz übereck-geteilten Büffelhörnern, auf dem linken mit rot-silbernen Decken der Lorbeerkranz mit den Fahnen.

## Angehörige
- Peder Mickelsen Kruse, 1410–1418 Erzbischof von Lund[11]
- Henning Kruse (* 1593; † nach 1671), Erbherr auf Varchow und Bredenfelde, Landrichter in Mecklenburg
- Hans Abraham Kruuse af Verchou (* 1626; † 1688), schwedischer Generalmajor
- Oelgard Anna Ilsabe von Kruse auf Bredenfelde (* 1701; † 1792), war 1757–1792 als Domina 35 Jahre Vorsteherin des Konvents im Damenstift des Klosters Dobbertin.
- Karl Friedrich von Kruse (* 1737; † 1806), Nassau-Usingen’scher Hofkammer- und Regierungspräsident.
- August Heinrich Ernst von Kruse (* 1779; † 1848), nassauischer General, Militär- und Agrarreformer sowie Präsident der Herrenbank
- Carl Magnus Kruuse af Verchow (* 1739; † 1804), schwedischer Generalmajor
- Ernst Wilhelm Leopold von Kruse (* 1739; † 1814), Hessen-kasselischer Generalleutnant